# Anolis wellbornae
Anolis wellbornae — вид ігуаноподібних ящірок родини анолісових (Dactyloidae). Мешкає в Центральній Америці.

## Поширення і екологія
Anolis wellbornae мешкають на тихоокеанських схилах Центральної Америки, на території Гватемали, Сальвадору, Гондурасу і Нікарагуа. Вони живуть в саванах та на узліссях тропічних лісів, на висоті до 1050 м над рівнем моря. Живляться дрібними безхребетними.